# Omealca
Omealca è una municipalità dello stato di Veracruz, nel Messico centrale, il cui capoluogo è la località omonima.
Conta 22.561 abitanti (2010) e ha una estensione di 214,66 km². 	 		
Il nome della località in lingua nahuatl significa luogo delle due acque.